# Battaglia di Tebe
La battaglia di Tebe ebbe luogo presso la città omonima della Grecia nell'agosto del 335 a.C. fra le forze alleate del Regno di Macedonia e della Lega di Corinto, guidate da Alessandro Magno, e quelle della città di Tebe. Queste ultime subirono una pesante sconfitta, cui seguì la distruzione della città.

## Contesto
Nella battaglia di Cheronea del 338 a.C. la polis beota di Tebe aveva perso, ad opera di Filippo II di Macedonia, la propria egemonia su gran parte dell'Antica Grecia, che deteneva ancora fin dalla battaglia di Leuttra del 371 a.C., nella guerra contro Sparta. Tebe fu obbligata ad entrare nella Lega di Corinto e ad accettare l'occupazione da parte delle truppe macedoni sulla sua acropoli, la Cadmea. Inoltre dovette contribuire con proprie truppe alla campagna di rappresaglia contro l'impero achemenide, con il quale Tebe nelle precedenti generazioni era in effetti stata alleata.
Nel 336 a.C. Filippo II fu assassinato e i nemici della Macedonia riconobbero con le città greche l'occasione per far cadere l'egemonia macedone. Ma nel frattempo, di fronte al giovane successore di Filippo, Alessandro, gli inviati delle città greche a Corinto rinnovarono le clausole dell'alleanza e la disponibilità ad una campagna contro i Persiani

## Lo scoppio della guerra
Dopo che nella primavera del 335 a.C. Alessandro era partito con il suo esercito per la campagna balcanica, i nemici della Macedonia si sollevarono in Atene intorno a Demostene e Licurgo, che in discorsi pubblici preannunciarono la morte di Alessandro contro i Triballi, per cui tutti i legami contratti con lui nelle alleanze sarebbero decaduti. 
I nemici tebani dei Macedoni, esiliati ad Atene, rientrarono in patria, uccisero due capi filo-macedoni e presero il potere, ma l'acropoli di Cadmea rimase nelle mani dei Macedoni ivi trinceratisi. Alla fine il consiglio dei tebani decise la guerra contro i Macedoni, che venne giustificata come liberazione dei Greci contro la tirannia macedone. Essi ricevettero il sostegno di Demostene, il quale inviò loro a proprie spese le armi, che poté finanziare nuovamente con 300 talenti, ricevuti dal Re dei Re persiano Dario III. I maggiorenti di Atene tollerarono questo impegno privato dei politici, poiché in questo modo potevano sostenere Tebe senza dover prima rompere i patti stipulati con i Macedoni. Anche gli Arcadi, che già stavano sull'istmo di Corinto, dichiararono la loro disponibilità ad un sostegno militare. Demostene poteva nell'assemblea di Atene far accettare infine un intervento ufficiale a favore dei Tebani, ma la città rinunciò temporaneamente all'invio di truppe, poiché pensò di attendere gli ulteriori sviluppi. Poiché un impegno diplomatico di Antipatro aveva posto pubblicamente dubbi sulla morte di Alessandro, amici dei Macedoni, come Demade e Focione, esortarono alla prudenza. Contro Alessandro Atene non si azzardava a combattere.
Alessandro aveva effettivamente appreso solo nella tarda estate del 335 a.C., dopo la sua vittoria sugli Illiri a Pelion (oggi sul confine orientale dell'Albania), della defezione di Tebe dalla Lega di Corinto. Invece di terminare la sua campagna balcanica con un rientro a Pella, marciò rapidamente con le sue truppe verso sud e raggiunse, dopo una dozzina di giorni di marce forzate, passando dalle Termopili, la Beozia. Sebbene il suo pronto arrivo avesse sbalordito i Greci, i capi politici di Tebe continuarono ancora a dare per certa la morte di Alessandro e spiegarono che il capo dei Macedoni era un altro Alessandro, figlio di Aeropo. Gli Arcadi e la città di Elis preferirono da parte loro ritirarsi dall'Istmo nelle loro città e più tardi accusarono gli organizzatori delle loro mosse. Alessandro intanto ricevette l'appoggio delle città beote di Focide, Orcomeno, Tespie e Platea, che riconobbero la loro occasione per vendicarsi dalla sottomissione per generazioni a Tebe. Piantati in asso dagli alleati, isolati in Grecia e con i Macedoni nella rocca Cadmea alle loro spalle, i tebani decisero di proseguire nella resistenza ai Macedoni, forse per la mancanza di speranza nella grazia o per una sopravvalutazione della loro forza.

## La battaglia
Il successivo svolgimento della battaglia e soprattutto il ruolo di Alessandro in essa sono difficili da ricostruire, poiché i due autori che stesero un dettagliato rapporto, Arriano (Anabasi di Alessandro 1, 8, 1-8, filomacedone secondo Tolomeo) e Diodoro Siculo (Bibliothéke historiké 17, 11, 1 – 13, 6, filotebano), si contraddicono nella loro descrizione.
Tebe era circondata da un muro che doveva difenderla bene dagli attaccanti, i quali in questo caso avevano rinunciato a portarsi dietro macchine per l'assedio, privilegiando una maggior velocità di marcia. Il muro aveva però un punto debole sul lato meridionale, che confinava direttamente con la rocca Cadmea, in mano ai Macedoni, e che era predestinata addirittura a fungere da porta di accesso agli attaccanti. I Tebani ampliarono in quel luogo le opere di difesa, che fu rafforzata da fossati e mura. Da questa via essi tagliarono l'ingresso diretto a Cadmea dall'esterno e ne isolarono gli occupanti. Il comandante della guarnigione sulla Cadmea, Filota, rimase in attesa e non disturbò i lavori di fortificazione dei tebani. Davanti al muro di palizzate i tebani posizionarono la loro falange e dietro la loro cavalleria, nel caso che anche in quel punto dovesse combattersi la battaglia. Alessandro rinunciò nuovamente, dopo la sua marcia, ad un attacco diretto e immediato, allo scopo di tenere una consultazione sulla possibilità di capitolazione della città sulla sua parte alta. Tra l'altro chiese la consegna dei capi antimacedoni Foinis e Protites. Egli sperava che i Tebani, a causa della chiara superiorità macedone, avrebbero ceduto, però dal muro della città essi respinsero le condizioni di capitolazione, rifiutarono la consegna di Filota e di Antipatro, e offesero Alessandro chiamandolo "Tiranno della Grecia".
Secondo Diodoro Siculo la maggioranza della popolazione tuttavia, conscia dell'inferiorità militare doveva essere per la capitolazione, ma non riuscì loro far cadere gli antimacedoni presenti al vertice dell'assemblea cittadina.
A questo punto i rapporti storici cominciano a divergere. Mentre Diodoro Siculo descrive come Alessandro, rabbioso per l'offesa, avrebbe diviso il suo esercito in tre schiere di attacco, Arriano riferisce di un'insubordinazione di Perdicca, suo ufficiale, che contro un inequivocabile ordine di Alessandro, udito anche da altri, avrebbe condotto il suo battaglione di fanteria, composto da pezeteri (pezhetairoi), all'assalto della città, insieme al battaglione di Aminta, per cui Alessandro alla fine, contro voglia, fece andare all'assalto le sue truppe. Poiché Arriano, nella sua opera, si appoggia a quanto tramandato da Tolomeo I, venne accolta nelle ricerche storiche la tesi formulata da uno dei Tolomei di una damnatio memoriae nei riguardi di Perdicca, che dopo Tolomeo aveva incolpato della responsabilità storica del tramonto di Tebe il suo nemico acerrimo nelle guerre dei diadochi per scagionare contemporaneamente Alessandro, che descrisse egli stesso come amico. Sull'attendibilità di Tolomeo è stato mosso qualche dubbio, sebbene vi sia la parola dell'uno contro quella dell'altro e l'effettiva dinamica sui risultati davanti a Tebe non può più essere provata a posteriori.
Secondo Diodoro Siculo, Alessandro, dopo tre giorni di attesa, fece infine avanzare la prima schiera da battaglia contro la falange dei Tebani, mentre la seconda marciò direttamente contro le palizzate. La battaglia si rivelò per i Macedoni inaspettatamente sanguinosa, con grosse perdite, e uno sfondamento attraverso le file dei disperati combattenti Tebani non riuscì. Quindi Alessandro si decise di far entrare in battaglia la terza schiera, tenuta prima come riserva. Durante la battaglia i Macedoni notarono che la palizzata contigua ad una porta della città era aperta, quella davanti al tempio di Anfione, dalla quale i Tebani evidentemente intendevano condurre una sortita contro il fianco macedone. Alessandro si rese conto del pericolo, che conteneva però anche un'opportunità, e ordinò a Perdicca di condurre immediatamente con le sue truppe un attacco a questa porta, che consentiva anche una decisiva avanzata nella città. Secondo Arriano/Tolomeo in quell'attacco Perdicca fu ferito da un palo e dovette essere portato via dal campo di battaglia, motivo per cui i suoi uomini dovettero per la seconda volta avanzare senza di lui (un altro tentativo di sminuire il suo ricordo?). In ogni caso, con l'irruzione dei Macedoni nella città entrò in campo anche la guarnigione nella Cadmea, che irruppe nel tempio di Anfione come sulla palizzata, per cui i Tebani si trovarono incalzati da due lati. Essi non poterono reggere e molti combattenti furono regolarmente massacrati. La città soccombente, precipitata nel panico, fu saccheggiata dagli assalitori nemici, e soprattutto le truppe beote, assetate di vendetta, non ebbero pietà dei civili e solo pochi poterono salvarsi rifugiandosi nel tempio.

## Conseguenze

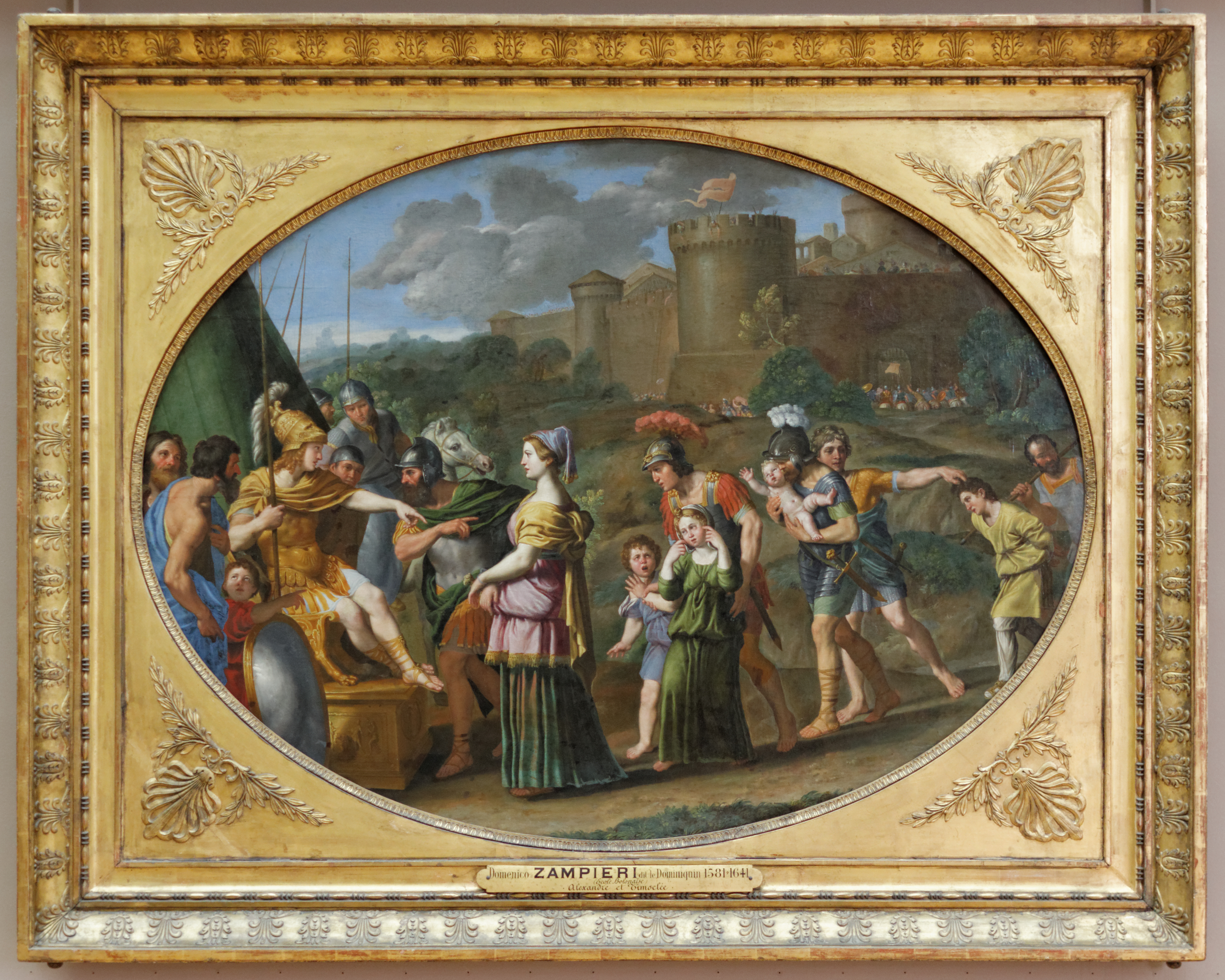
Timoclea davanti ad Alessandro il Grande. Dipinto del Domenichino (verso il 1615), Museo del Louvre, Parigi.

Alla fine della battaglia Alessandro sottopose a un consiglio dei rappresentanti della Lega di Corinto la decisione di quale dovesse essere il destino dei Tebani. Poiché si trattava prevalentemente di città beote, che avevano sperimentato negli anni precedenti una pressante sovranità da parte dei Tebani, il loro verdetto fu rapido e senza dubbi. Accanto alla defezione dalla Lega venne fuori anche la tradizionale ambiguità del comportamento dei Tebani nei confronti degli odiati Persiani, contro i quali essi avrebbero dovuto combattere, secondo i patti della Lega. Nessuno aveva dimenticato che durante le guerre persiane Tebe era stata alleata al Re dei Re Serse I e i cittadini di Platea e di Orcomeno, che erano tra coloro che dovevano emettere il giudizio richiesto da Alessandro, avevano ancora in mente il ricordo delle numerose distruzioni subite dalla loro città ad opera dei Tebani nei circa cento anni precedenti (Platea: 479, 426 e 376 a.C.; Orcomeno: 364 e 349 a.C.).
Poiché la lega di Corinto si trovava fin dal 338 a.C. in guerra con i Persiani – truppe al comando di Parmenione combatterono già in Asia Minore – la defezione di Tebe dovette essere percepita come un alto tradimento contro la pace comune (koinè eiréne). Per questo la città doveva essere distrutta, il suo territorio suddiviso tra le città beote e la sua popolazione rimasta, ridotta in schiavitù. Anche in futuro tutti i Tebani fuggiti furono disprezzati e impedito il loro ingresso nelle città greche. Al contrario le città di Orcomeno e Platea dovettero essere ricostruite in compenso per la fedeltà dei loro cittadini alla Lega. Quasi tre mesi dopo la sconfitta, Tebe si trovò in rovine. Furono risparmiati, a titolo di esempio, quei Tebani che erano noti per essere stati filo-macedoni e che si erano espressi, nella riunione del Consiglio, contro la guerra. Per quanto riguarda gli edifici si salvò dalla distruzione solo la casa del celebrato poeta greco Pindaro e ai suoi successori fu risparmiata la schiavitù. Alessandro stesso graziò una donna di nome Timoclea, che era la sorella dell'ultimo comandante del battaglione sacro, che si distinse nella battaglia di Cheronea. Ella aveva durante la battaglia ucciso un trace, che precedentemente l'aveva violentata.
Atene ricevette la notizia della disfatta di Tebe all'inizio dell'autunno del 335 a.C., durante la celebrazione dei misteri eleusini. Questi vennero subito terminati, la città si dispose in assetto difensivo e fu convocata l'assemblea. Di fronte ad Alessandro, che in effetti marciava verso l'Attica, fu offerto il sostegno dei rinnegati come atto privato di Demostene, del quale e dei cui seguaci Alessandro chiedeva la consegna, ciò che la città però rifiutò. La minaccia di un conflitto fu sventata grazie all'atteggiamento diplomatico dei filo macedoni Focione e Demade, che garantirono la lealtà di Atene alla lega di Corinto. Alessandro si accontentò dell'esilio di un compagno di lotta di Demostene e concesse l'accoglienza dei proscritti tebani. Demostene stesso rimase risparmiato, evidentemente per una personale dimostrazione di lealtà al trattato di Corinto come suppone Beloch; vecchi canzonatori credettero però che egli avesse pagato Demade con cinque talenti per incantare con belle parole Alessandro. Alessandro se ne andò infine con il suo esercito in Macedonia ove preparò la sua campagna in Asia. Con la rinuncia a un verdetto di punizione nei confronti di Atene egli ritenne giusto esigere una campagna panellenica contri i persiani, che una distruzione di Atene avrebbe reso impossibile.
Sebbene nell'antica Grecia la distruzione di una città occupata militarmente era un procedimento normale (ad es. Platea e Orcomeno), la caduta di Tebe si rivelò un illuminante "effetto shock". Ciò si spiega soprattutto con l'importanza storica di questa città, che poche generazioni prima era ancora uno dei tre "capoluoghi" della Grecia. Poiché Alessandro aveva affidato la decisione della punizione da infliggere a Tebe alla lega di Corinto, si era così sgravato della responsabilità storica personale della distruzione della medesima. Però ciò costituì comunque una colpevole macchia nella sua biografia, soprattutto il giudizio nel suo vero senso si era fatto notare come un permanente monito contro futuri agitatori in Grecia. Di questo era lui chiaramente consapevole, quando più tardi in Asia erano stati catturati soldati tebani che avevano combattuto per Dario III che lui aveva lasciato liberi senza condizioni sotto il pensiero del pesante destino che la loro città aveva già incontrato. Di questo destino di Tebe non si mostrarono impressionati gli spartani, una volta essi stessi nemici acerrimi della città, che dopo la partenza di Alessandro dall'Europa nel 334 a.C. si sollevarono, con la complicità di Atene, contro i Macedoni nella guerra di Agide e furono sconfitti. Tuttavia la loro città fu alla fine trattata meglio di Tebe.
Tebe fu ricostruita nel 316 a.C. da Cassandro e popolata con nuovi cittadini volontari, ma non ebbe più la sua importanza storica. La sua ricostruzione fu politicamente controversa. Il nemico di Cassandro, Antigono I Monoftalmo, giudicò questo fatto come l'incoraggiamento ai tradizionali nemici dell'unità greca. Suo figlio Demetrio I Poliorcete intese nuovamente distruggere la città dopo averla occupata nel 290 a.C., ma ne fu trattenuto dal suo unico figlio Antigono II Gonata.

### Fonti primarie
- (LA)  Marco Giuniano Giustino, Historiarum Philippicarum T. Pompeii Trogi libri XLIV in epitomen redacti
- (GRC)  Diodoro Siculo, Bibliotheca historica, libri VII – XVII
- (GRC)  Arriano, Anabasi di Alesandro
- (GRC)  Plutarco, Alessandro; Moralia
- (GRC)  Pausania, Helládos Periēgēsis.

### Storiografia
- (DE)  Julius Beloch: Die attische Politik seit Perikles. Leipzig 1884.
- (DE)  Alexander Demandt: Alexander der Große - Leben und Legende. München 2009.
- (DE)  Robin Lane Fox: Alexander der Große - Eroberer der Welt. Hamburg 2010.
- (EN)  Joseph Roisman: Ptolemy and His Rivals in His History of Alexander, In: The Classical Quarterly, Vol. 34 (1984), S. 373–385.